# Mycalesis takamukuana
Mycalesis takamukuana är en fjärilsart som beskrevs av Matsumura 1919. Mycalesis takamukuana ingår i släktet Mycalesis och familjen praktfjärilar. Inga underarter finns listade i Catalogue of Life.